# Анн Чен
Анн Ченг (11 липня 1955 , Париж ) — французька китаєзнавець, яка викладає в Колеж де Франс і спеціалізується на історії Китаю та історії китайської філософії. Пабло Аріель Блітштейн, автор книги «Нових дебатів про іншість», описує її як «важливого представника французької синології».

## Життєпис
Анн Чен народилася в Парижі в 1955 році в китайській родині академіка Франсуа Чена та художниці, які пізніше стали громадянами Франції. Анн Чен закінчила Вищу нормальну школу. Вона викладала та проводила дослідження з синології в Національному центрі наукового дослідження (CNRS) та Національному інституті східних мов та цивілізацій (INALCO). Також працювала в Інституті Університету Франції та Колеж де Франс.

## Публікації

### Основні праці
- Traduction intégrale des Entretiens de Confucius, avec introduction, notes, cartes et chronologie, Paris, Éditions du Seuil, 1981, 2-е видання, переглянуте в 1985 році), 180 с.
  - Rédition dans la collection «Les grands textes sacrés de l'humanité», 7 томів, Сеул, 1992.
  - Португальський переклад : Dialogos de Confucio, Сан-Паулу, Ібраса, 1983.
  - Італійський переклад : Конфуціо Діалогі, Мілан, Мондадорі, 1989.
- Étude sur le confucianisme han: l'élaboration d'unetradicional exégétique sur les classiciques, Париж, Collège de France et Institut des Hautes Études Chinoises, 1985, 322 p.
- Histoire de la pensée chinoise, Editions du Seuil, 1997, 650 с. (Ouvrage récompensé en 1997 par le prix Stanislas Julien de l' Académie des inscriptions and belles-lettres et par le prix Dagnan-Bouveret de l' Académie des sciences morales et politiques)
  - Перероблене видання було опубліковано в м'якій обкладинці у збірці Points-Essais, 2002 р. ISBN 978-2020540094 .
  - Ця книга була перекладена багатьма мовами
- Direction du numéro spécial de la Revue internationale de philosophie, vol. 59, № 232 (квітень 2005 р.): «Сучасна китайська філософія».
- Direction du numéro spécial de Extreme-Orient/Extreme-Occident № 27 (жовтень 2005 р.): «Y at-il une philosophie chinoise ? Un état de la question», та статтю Y at-il une philosophie chinoise ? Est-ce une bonne питання ? dans ce même numéro, p. 5-12.
- Direction du volume collectif La pensée en Chine aujourd'hui, Gallimard, колекція «Folio Essais», 2007, с. 478.

### Книги
- з Жаном-Філіппом де Тонаком, La pensée en Chine aujourd'hui, Париж, Éditions Gallimard, зб. «Фоліо есе», 2007 ISBN 978-2070336500
- Étude sur le confucianism Han. L'élaboration d'une tradicija exégétique sur les classiciques, Institut des Hautes études chinoises (1985), зб. «Спогади Інституту високих китайських етюдів» ISBN 2857570368
- La Chine pense-t-elle ?, Editions Fayard, 2009 ISBN 9782213642925